# 조라쿠지촌
조라쿠지촌(浄楽寺村)은 니가타현 나카칸바라군에 있던 촌이다. 1902년 4월 1일 합병으로 소멸되어 현재는 니가타시 미나미구(新潟市南区)의 일부가 되었다.
아래의 설명은 합병 직전 당시의 구 조라쿠지촌에 대한 설명이며, 현재는 명칭 등이 다를 수 있다. 또한, 여기에 기술되지 않은 내용에 대해서는 니가타시 등의 기사를 참조. 

## 역사
- 1889년 4월 1일 - 정촌제 시행에 의해 나카칸바라군 조라쿠지촌이 성립하였다.
- 1902년 4월 1일 - 나카칸바라군 시로네정과 합병해 시로네정이 신설되어 소멸하였다.

## 참고문헌
- 『市町村名変遷辞典』東京堂出版、1990年。
- 角川日本地名大辞典 編纂委員会『角川日本地名大辞典 15 新潟県』(株)角川書店、1989年10月8日。ISBN 4-04-001150-3。